# Hafthohlladung

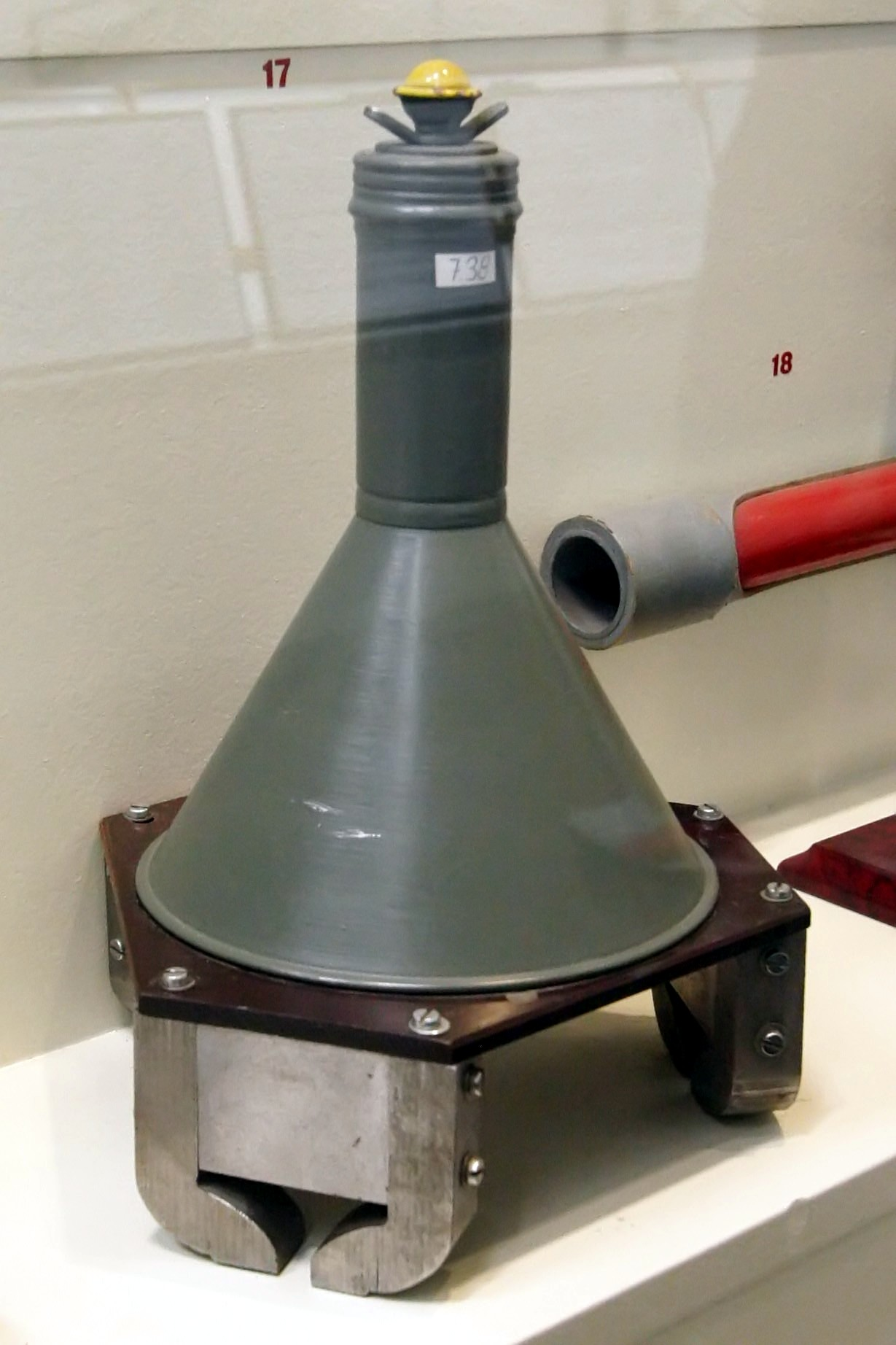
Зразок Hafthohlladung 3.5 на виставці у музеї

Hafthohlladung — (також знана як «Panzerknacker» «Винищувач танків») магнітна, кумулятивна протитанкова граната яку використовували у Вермахті під час Другої світової війни, інколи її позначають як міну.

## Деталі
Hafthohlladung (дослівно клейовий порожнистий заряд) був вперше використаний протитанковими підрозділами Вермахту. Конструкція мала три магніти в основі, кожен з парою полюсів які створюють сильне магнітне поле через їх розрив, піхотинці могли прикріпити його до танка противника незалежно від кута поверхні. Оскільки вісь вибуху повинна була під прямим кутом і перпендикулярно до площини броні в місці розміщення, тому  ступінь нахилу броні танка не мала значення. Однак це вимагало прямого розміщення, що робило використання пристрою дуже небезпечним, оскільки цей піхотинець був би дуже вразливим до вогню противника.
Пристрій Hafthohlladung був дуже ефективний проти броні. Він міг пробивати 140 мм катаної гомогенної броні (КГБ). Моделі H3 (3 кг) та H3.5 (3,5 кг) легко розрізнити; H3 має пляшкоподібну форму, а H3.5 — конічну.

## Характеристики
- Вага: 3 кг (H3 версія) або 3,5 кг (H3.5 версія)
- Переш використання: листопад 1942
- Ураження: При 0°, 140 мм КГБ або 508 мм (20") бетону
- Детонатор: Запалювання тертям, 4,5 секунди затримка, пізніше 7,5 секунди у травні 1943
- Кількість: 553,900
- Визнано застарілою у травні 1944, віддано перевагу Panzerfaust, але через велику кількість використовувалися і надалі.